# 奧利霍瓦特卡
48°14′44″N 38°24′17″E / 48.24556°N 38.40472°E
奧利霍瓦特卡（羅馬化：Olkhovatka）是烏克蘭東部頓涅茨克州霍爾利夫卡區的武赫莱希尔斯克市镇的鎮。該镇處於州府頓涅茨克東北面70公里，海拔高度218米，2012年人口3,159。該鎮於2014年由於頓巴斯戰爭爆發，該村落入俄羅斯控制。